# ヴィシャップ

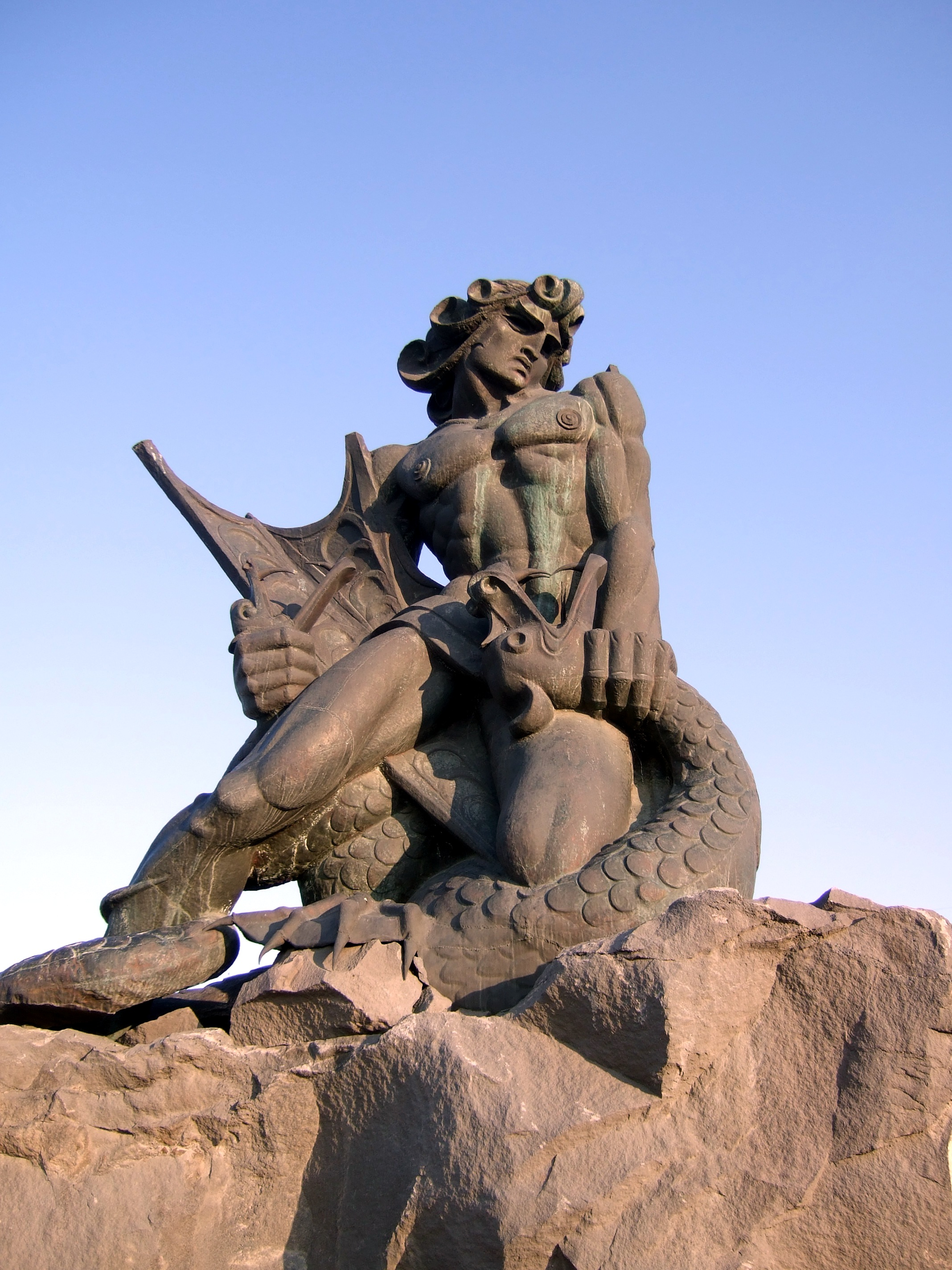
ヴィシャップを倒すヴァハグン像

ヴィシャップ（Višap）とはアルメニア伝承に出るドラゴンの事である。ゾロアスター教のアジ・ダハーカにあたる。アララト山の頂上に棲む。英雄神ヴァハグンに倒される。
なお先史時代の石柱を「ヴィシャップ石」と呼ぶ。

## ヴィシャップ石（写真一覧）

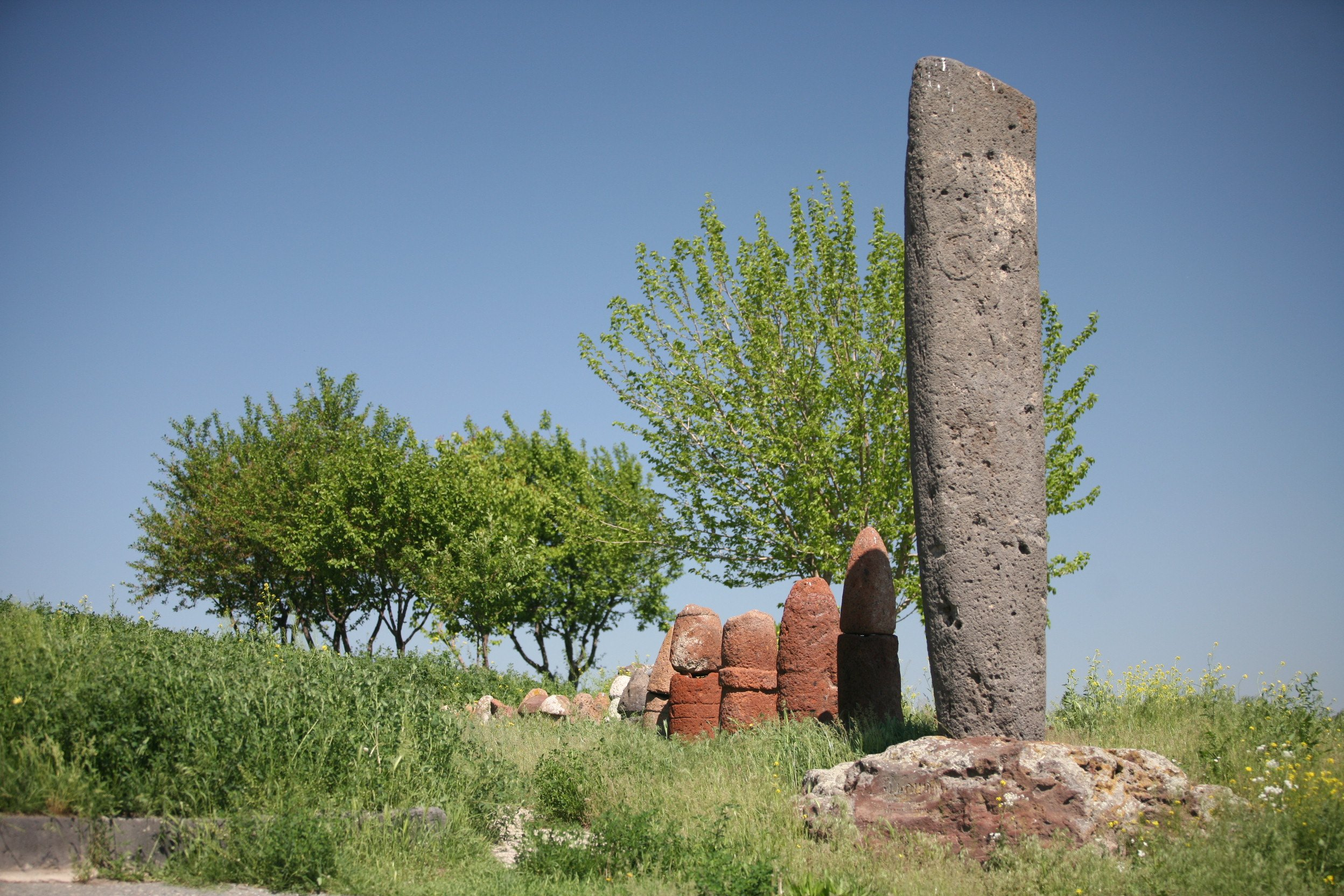
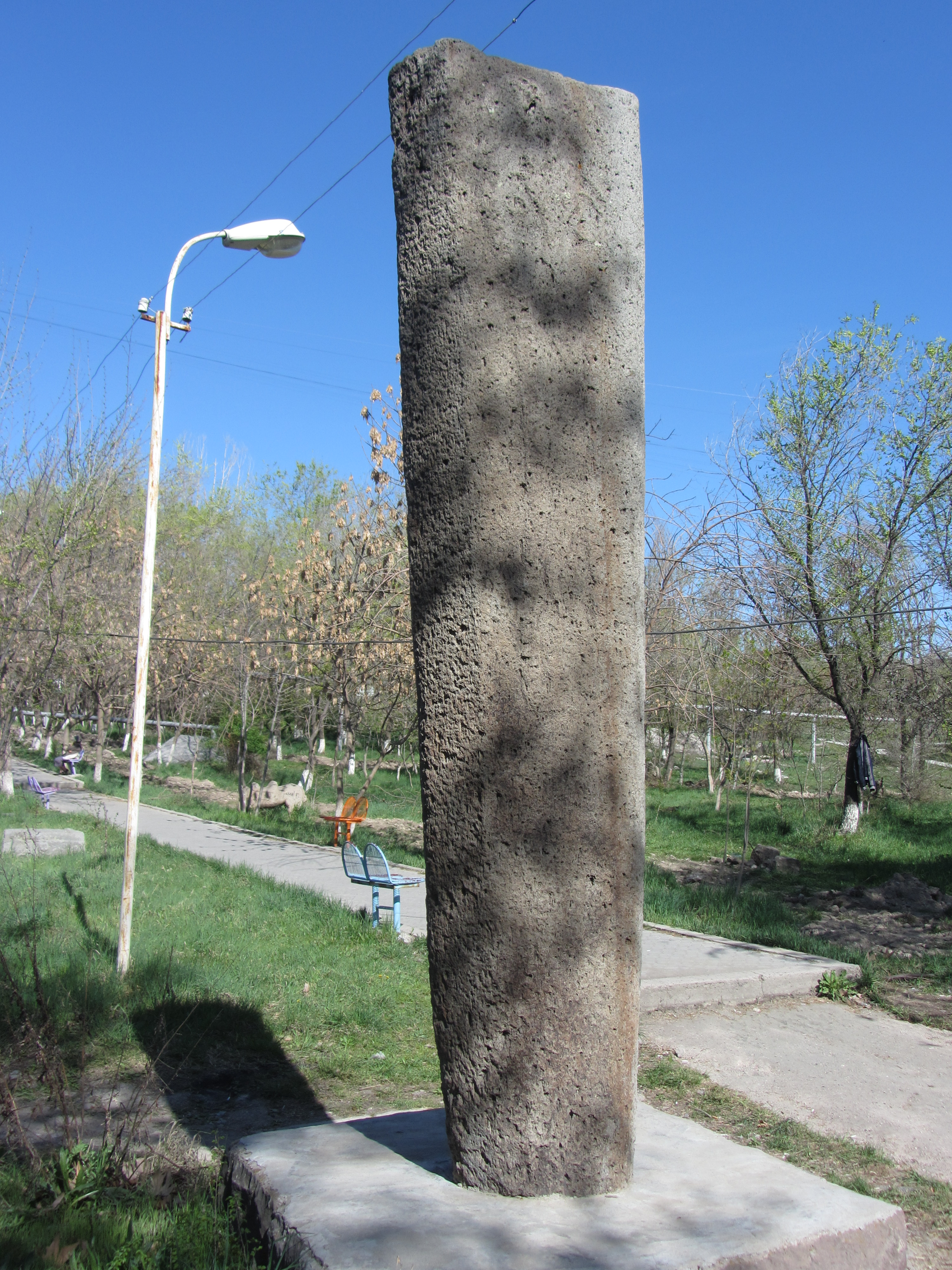
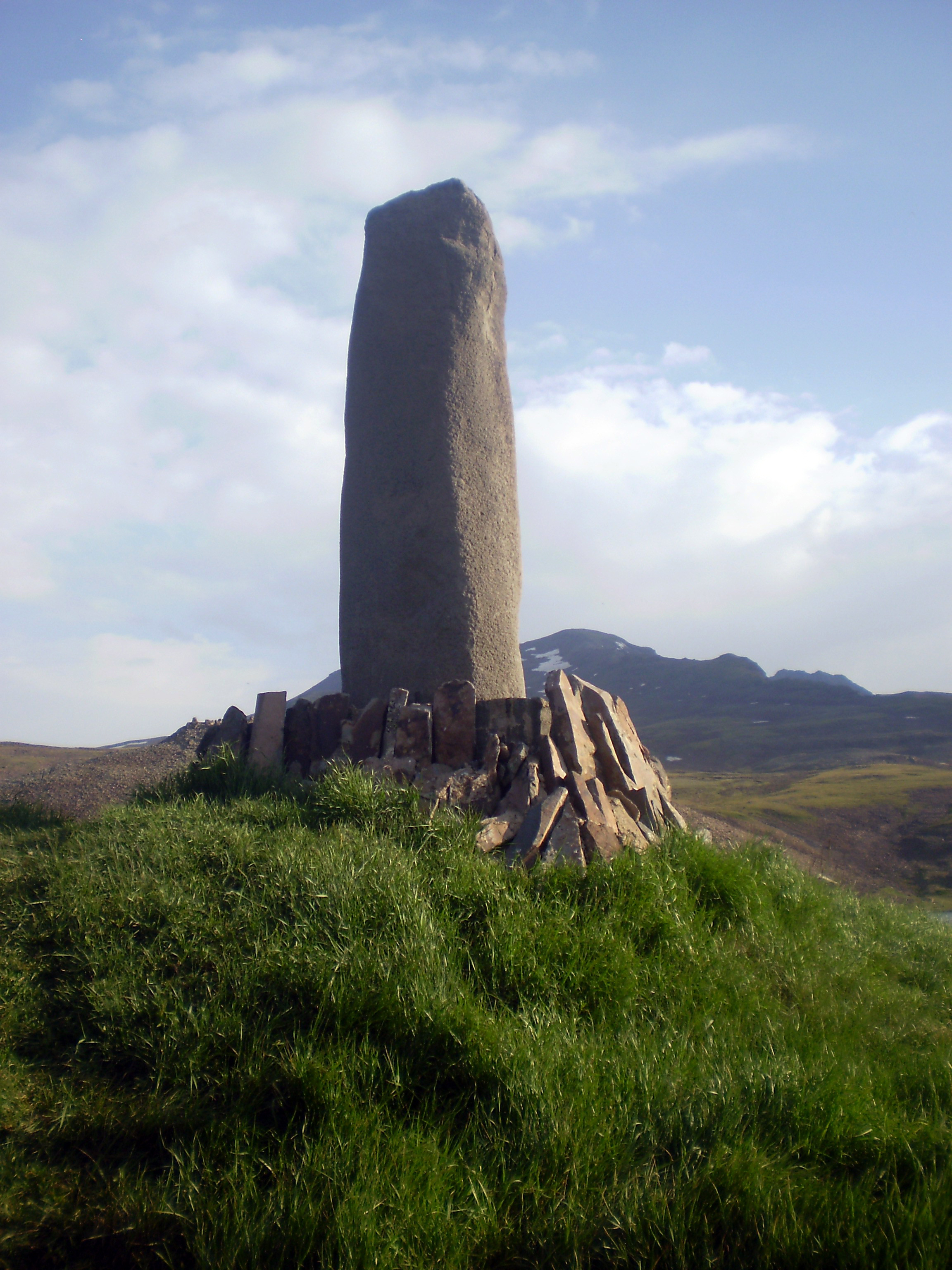
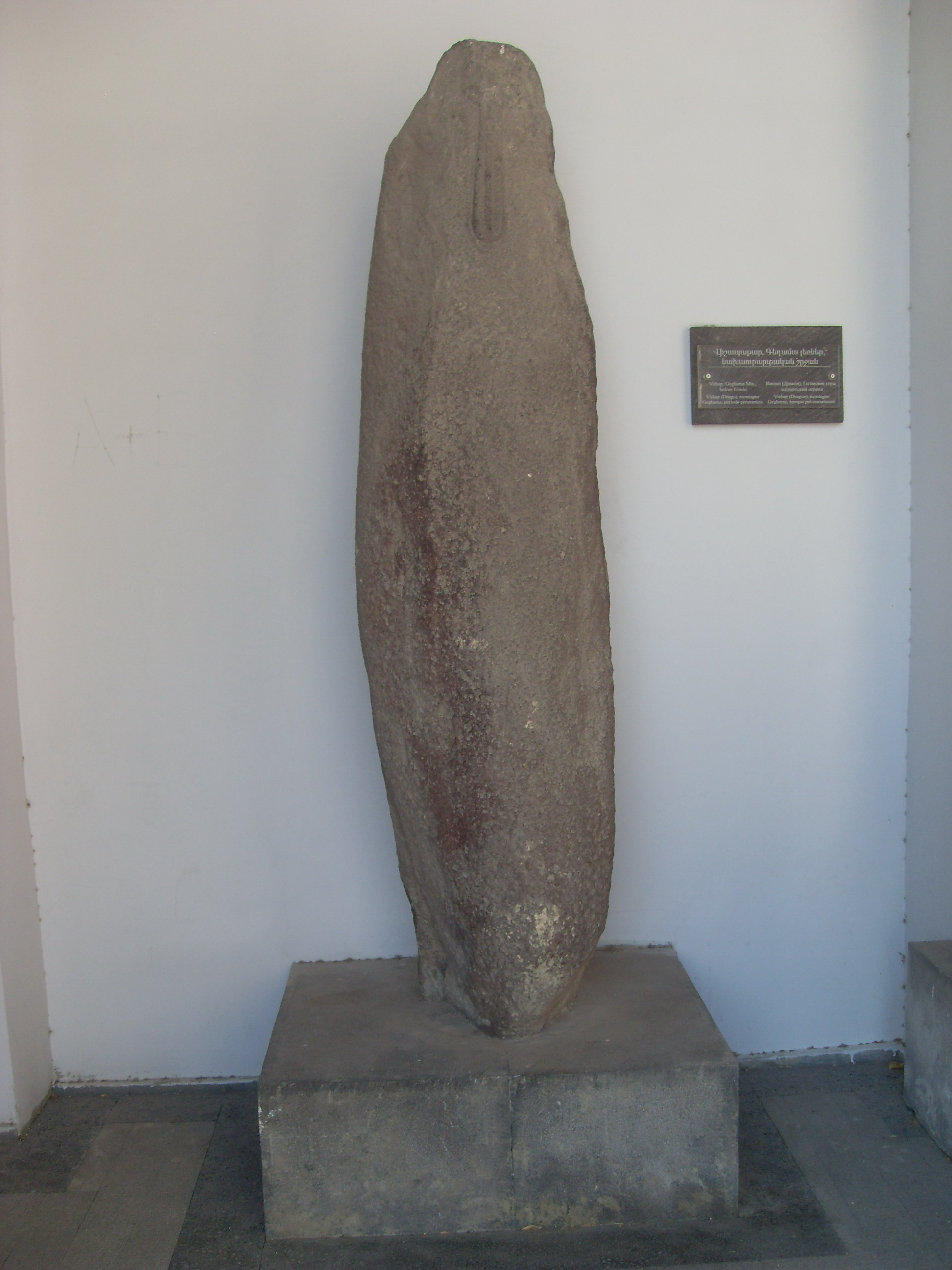
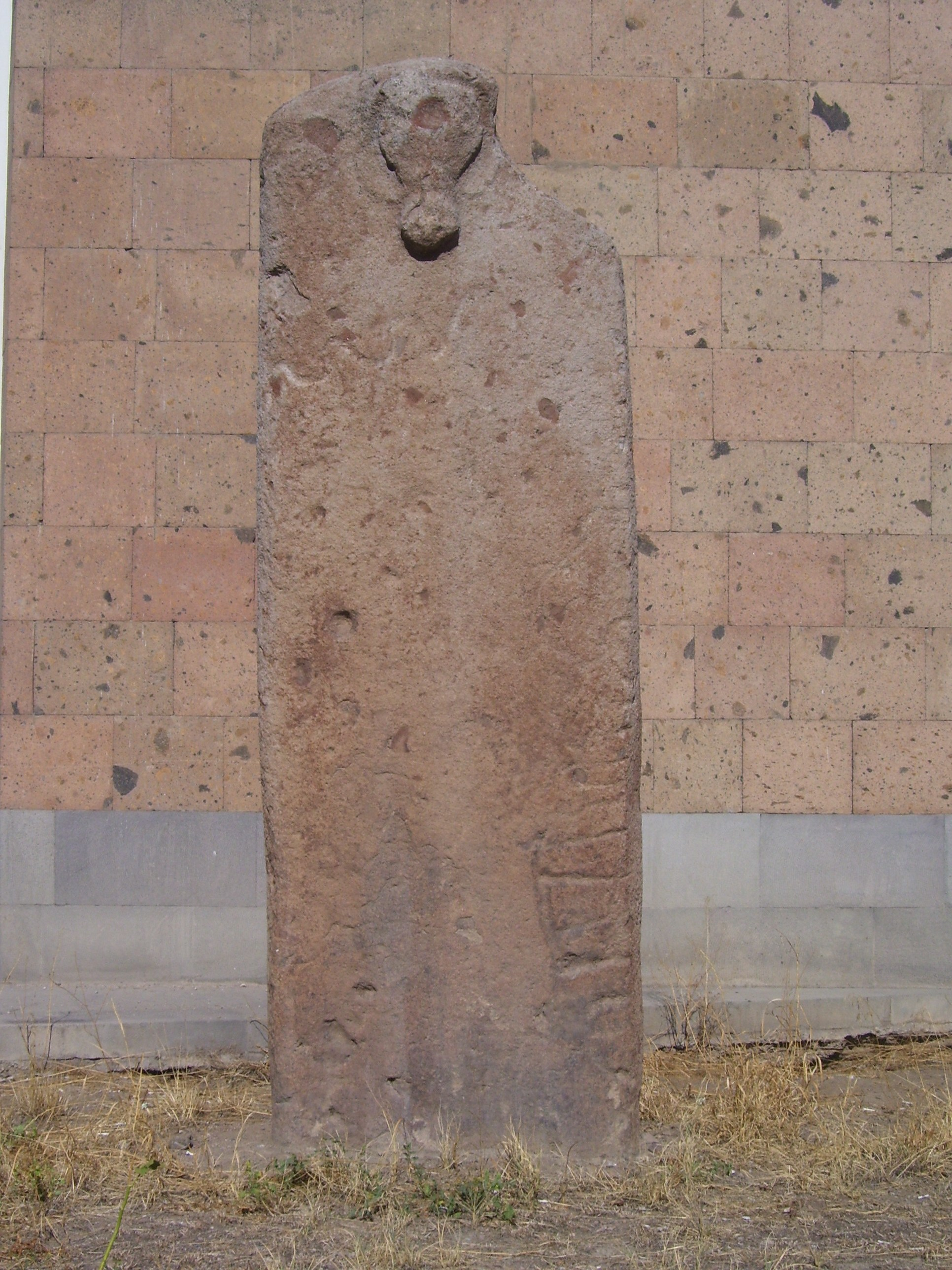